# 그 놀이를 버전 업! 키스마이GAME
《그 놀이를 버전 업! 키스마이GAME》(일본어: あの遊びをバージョンアップ! キスマイＧＡＭＥ)은 2015년 3월 31일부터  TV 아사히 계열에서 방송 중인버라이어티 프로그램이다.

## 개요
《Kis-My-Ft2 presents 오피스러닝 버라이어티 OL클럽》에 이은 Kis-My-Ft2의 관 프로그램이다. 

술래잡기, 숨바꼭질, 깡통차기, 수건 돌리기, 실뜨기…

그런 옛날 추억의 놀이를 다양한 전문가들이 프로듀스해, 2015년 최신판의 놀이로 버전 업!

## 출연자
- Kis-My-Ft2 외

## 방송 내용
| 회 | 방송일          | 내용                                                        | 비고 |
| -- | --------------- | ----------------------------------------------------------- | ---- |
| 1  | 2015년 3월 31일 | 오뚜기가 넘어졌다(무궁화 꽃이 피었습니다)를 버전 업!        |      |
| 2  | 2015년 4월 7일  | 방범카메라 오뚜기가 넘어졌다(무궁화 꽃이 피었습니다) 결말편 |      |
| 3  | 2015년 4월 14일 | 무인 비행형 로봇 도론과 숨바꼭질!                           |      |
| 4  | 2015년 4월 21일 | "술래잡기"의 술래를 버전 업! 특수 능력 "술래잡기"에 도전!   |      |
| 5  | 2015년 4월 28일 | 빙상에서 대결! 믹스쥬스 컬링!!                              |      |
| 6  | 2015년 5월 5일  | 마술사가 '수건 돌리기'를 버전 업!                           |      |
| 7  | 2015년 5월 12일 | 무인비행로봇 "도론"과 숨바꼭질! 제2탄                       |      |
| 8  | 2015년 5월 19일 | "카고메카고메"를 버전 업! 뒤에 있는 성우는 누구?            |      |
| 9  | 2015년 5월 26일 | 마술사가 '수건 돌리기'를 버전 업 ２                         |      |
| 10 | 2015년 6월 2일  | 꽂힌 재료를 반죽에 토핑! 믹스 피자 양궁 !!                  |      |
| 11 | 2015년 6월 9일  | "젓가락질"을 게임에 버전업! "초조한 젓가락"                 |      |
| 12 | 2015년 6월 16일 | "카고메카고메"를 버전 업! 뒤에 있는 성우는 누구? 제2탄      |      |